# Paio Pires Futebol Clube
O  Paio Pires Futebol Clube é uma coletividade desportiva, que tem como modalidade base o futebol, entre outros. Este clube de futebol, fica situado na Aldeia de Paio Pires, Município do Seixal, Distrito de Setúbal.

## História
Clube fundado a 6 de junho de 1926 pelos irmãos João e Manuel Marques, Silvestre Rosmaninho e Valentim Rebelo, inicialmente e antes de se registar para as competições oficiais teve o nome de Portugal Foot Ball Clube Aldeense. Tem como abreviatura PPFC e pertence à Associação de Futebol de Setúbal.
Quando a jogar em casa utiliza o Estádio Vale d’Abelha, com lotação máxima de 4 500 pessoas.

## Equipamento
Tem como equipamento principal:
- camisola branca com listas verticais pretas
- calções brancos
- meias brancas.

Mas mais recentemente utiliza:camisola preta com cruz, calções e meias pretas.

## Modalidades
A modalidade principal é e sempre foi o futebol de 11. No entanto, para além deste, conta com a equipa de futsal de 7, masculinos desde os infantis até aos seniores e femininos. Teve também até 1996, a secção de ciclismo, inscrita na Associação de Ciclismo de Setúbal e de onde saíram Campeões Nacionais de Ciclismo, como é o caso de Bruno Castanheira.

## Palmarés
- 1959/60: Campeão da 2ª Divisão Distrital da AF Setúbal[5]
- 1969/70: Campeão da 1ª Divisão Distrital da AF Setúbal
- 1982/83: Campeão da 1ª Divisão Distrital da AF Setúbal
- 2010/11: Campeão da 2ª Divisão Distrital da AF Setúbal

## Liga Kuboo
Na época desportiva de 2024/25, o clube começou a organizar uma liga de futebol infantil denominada "Liga KUBOO" com o apoio da KUBOO Self-Storage.
A Liga tem lugar todos os fins-de-semana no Estádio Vale d'Abelha, casa do anfitrião da prova, é de participação gratuita e tem como objetivos fundamentais a promoção do convívio, o crescimento e a aprendizagem entre equipas de futebol de formação masculinas e femininas, com atletas dos 5 aos 9 anos de idade que, sem esta, não teriam uma competição semanal para disputar.
Na sua primeira temporada (que começou em novembro de 2024 e decorrerá até junho de 2025), a Liga KUBOO já conta com mais de 30 Clubes, incluindo o SL Benfica, Sporting CP e Vitória de Setúbal.